# 森田信
森田 信（もりた しん、1921年3月17日 - 1985年8月）は日本映画のプロデューサー。母親は森田たま。

## 経歴
東京大学文学部卒業後、海軍四期予備学生となる。1950年に東宝撮影所製作部に入社。1962年にプロデューサーに昇格。その後渡辺プロダクション担当のプロデューサーとして活躍。1967年に電通に転属。定年退職後、田中友幸の勧めで東宝映画の企画担当になる。1985年8月、癌のため死去。

## 担当作品
- 「モスラ」製作担当者
- 「B・G物語 二十才の設計」
- 「太陽は呼んでいる」
- 「ニッポン無責任時代」
- 「日本一のホラ吹き男」